# 本澤巳代子
本澤 巳代子（もとざわ みよこ、1953年 - ）は、日本の法学者。筑波大学教授。1983年関西大学大学院法学研究科単位取得退学。学位は、法学博士。
所属は人文社会科学研究科社会科学専攻法律分野。専門は社会保障法。もともと民法（家族法）の離婚給付が専門であったが、社会保障法へと移行。
介護保険法についての論文が多く、ドイツの介護保険について紹介を精力的に行っている。

## 人物
親しみやすい人柄と関西弁が特徴的である。